# Muff (Irland)
Muff (irisch Magh, was soviel bedeutet wie „Ebene“) ist ein Ort im County Donegal in der Republik Irland. Er liegt im Südosten der Inishowen-Halbinsel nahe der Mündung des River Foyle in das Lough Foyle unmittelbar an der Grenze zu Nordirland.

## Einwohnerentwicklung
Die Einwohnerzahl wuchs zwischen 1996 und 2022 von 324 um 1094 auf 1418 Einwohner (+338 %).
| 1996 | 2001 | 2006 | 2011 | 2016 | 2022 |
| ---- | ---- | ---- | ---- | ---- | ---- |
| 324  | 773  | 947  | 1271 | 1226 | 1418 |

Die Mehrzahl der Bewohner (825 gegenüber 593) wurde dabei außerhalb der Republik Irland geboren. Darunter befinden sich viele, die aus Nordirland hierher zogen und sich in der Republik ein Haus kauften (bauten).

## Sehenswürdigkeiten
Nördlich des Ortes befindet sich der Menhir Ardmore Gallen Stone.